# Байзигель, Людвиг
Людвиг Байзигель (нем. Ludwig Beisiegel; 21 марта 1912 — 21 октября 1999, Мюнхен) — немецкий хоккеист на траве, нападающий. Серебряный призёр летних Олимпийских игр 1936 года.

## Биография
Людвиг Байзигель родился 21 марта 1912 года.
Играл в хоккей на траве за «Ян» из Мюнхена.
В 1936 году вошёл в состав сборной Германии по хоккею на траве на летних Олимпийских играх в Берлине и завоевал серебряную медаль. Играл на позиции нападающего, провёл 1 матч, забил 2 мяча в ворота сборной Дании.
В 1935—1938 годах провёл за сборную Германии 3 матча.
Умер 21 октября 1999 года в Мюнхене.